# 木曜日の男
『木曜日の男』（もくようびのおとこ、原題はThe Man Who Was Thursday: A Nightmare）はG・K・チェスタトンによる1908年の小説。
『木曜日の男』以外にも『木曜日の人』、『木曜の男』、『木曜日だった男』といった邦題がある。

## あらすじ
舞台はヴィクトリア朝のロンドンである。ガブリエル・サイムはロンドン警視庁に雇われて無政府主義者に対抗する秘密警察の刑事を勤めている。サフラン・パーク郊外に住む無政府主義者の詩人ルシアン・グレゴリーはサイムと詩の意味について議論する。グレゴリーは反抗が詩の基礎となると主張する。サイムは異議を唱え、詩の真髄は変革ではなく、法であると主張する。サイムはグレゴリーの無政府主義が真剣ではないと仄めかす。グレゴリーはそれに苛立ち、サイムを誰にもその存在を明かさないという約束で無政府主義者たちの秘密の会合に連れていく。さらに、おおっぴらに無政府主義を支持する言動をしているのは自分を無害に見せかけるための策略で、実際には無政府主義組織の地方支部の有力なメンバーであることを明かす。
秘密組織の中央評議会を構成する7人の男たちは曜日を名前に使っており、グレゴリーが所属する支部では新たな「木曜日」を選出するための会合が開かれるところだった。グレゴリーが木曜日に選出される予定だった。しかし、サイムは秘密にすると約束させたうえで自分が秘密警察の一員であることを明かす。会合が開かれると、グレゴリーは言葉を濁した演説を行い、サイムに無政府主義者たちが無害であると信じ込ませようとするが、その演説は無政府主義者たちの不興を買う。サイムはグレゴリーの演説に真向から反対する熱意のこもった演説を披露し、代わりにサイムが木曜日の座を勝ち取る。サイムは即座に支部の代表として評議会に送られる。
サイムは評議会を妨害しようと努めたあげく、最終的に評議会の自分と議長以外の5人全員が、自分と同じ変装した秘密警察の刑事であることを突き止める。5人はそれぞれ不可解な経緯で刑事として雇われ、評議会を打倒するために送り込まれていた。偽の無政府主義者同士で戦うように仕向けられていたのである。これは評議会の議長である「日曜日」の謀略だった。日曜日は奇妙な議論を展開しつつ、無政府主義者の顔は見せかけで、実は刑事たちのように国家権力の推進者であることを明らかにする。日曜日はなぜ刑事たちをこれほどの困難と苦痛の中に追いやったのか質問されたが答えない。唯一の真の無政府主義者であるグレゴリーが偽りの評議会に異議を唱える。グレゴリーは、権力者たる彼らはグレゴリーたちのように苦痛を受けたことがなく、そのためにその力を認められないと告発する。サイムは評議会の6人が日曜日により与えられた恐怖を引き合いに出し、その告発に論駁する。
日曜日は同じように苦難を被ったことがあるか質問されると、「汝らは我が飮む酒杯を飮み得るか」という言葉を残す。これは『マルコによる福音書』の10章38・39節で、イエスが聖ヤコブと聖ヨハネに伝えた、イエスと同等の栄誉を切望するのを諫める言葉であり、世界中の原罪を背負う定めであるイエスと同じ苦難を背負うことはできないと諭している。この日曜日の言葉を最後に悪夢は終わる。

## 詳細
この作品はE・C・ベントリーに宛てられた詩から始まる。チェスタトンとベントリーの若年期の来歴と、若い時分での信仰にもたらされた試練を振り返る内容である。
チェスタトンは、この作品は現実の世界を自分が思ったままに表現したものではなく、疑念と二重の意味でわずかな希望とともに、激しい疑念と絶望の世界を描く意図があったと述べている。
政治哲学者のジョン・グレイは、『木曜日の男』をキリスト教の寓話として解釈しようとする人がいるが、キリスト教で言うところのコスモス、すなわちチェスタトンが信じようとした宇宙は悲劇的でも不合理でもないのに対して、『木曜日の男』で描かれた世界は判読しがたく、無意味でもあるかもしれないと述べており、チェスタトンはこの悪夢を否定しようとして、うんざりさせる論争や型にはまった逆説を生み出し続けたと評している。

## 影響
クリストファー・ヒッチェンズは自身のエッセイで、故キングズリー・エイミスが毎年『木曜日の男』を読み直しているとかつて話していたと記しており、不可解さや孤独を喚起させ、匿名性の魅力を持つこの小説がフランツ・カフカに影響を与えたと考える人もいると述べている。批評家のアダム・ゴプニクも、『木曜日の男』は20世紀の文学において、ナンセンス幻想文学の伝統であるルイス・キャロルやエドワード・リアから、悪夢的な幻想文学の伝統であるカフカやホルヘ・ルイス・ボルヘスへの蝶番に当たる作品の一つであり、同作者の『新ナポレオン奇譚』に並ぶ傑作であると評している。

## 評価

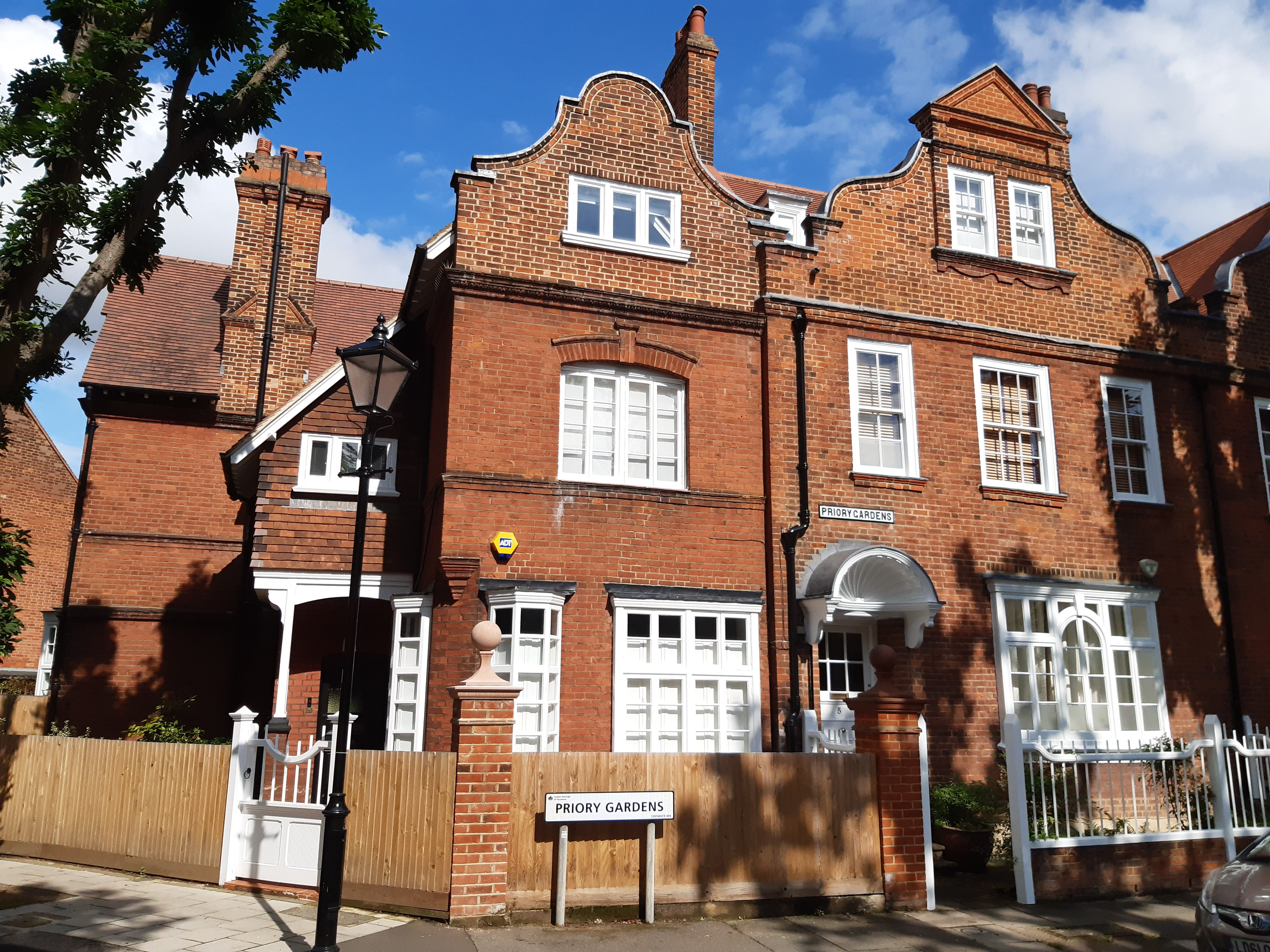
ベッドフォード・パークにある赤レンガの住宅